# Purussaurus
Purussaurus (em português Purussauro) é um gênero extinto de jacaré gigante que viveu na América do Sul de 20,4 a 5,3 milhões de anos atrás, durante o começo ao fim do período Mioceno. A espécie-tipo é a P. brasiliensis e além dela, mais duas espécies (P. neivensis e P. mirandai) foram descritas na literatura científica. 
Purussaurus habitou a região amazônica do Brasil, Panamá, Peru, Colômbia e Venezuela. Sua dieta era composta em sua maioria de peixes e outros crocodiliformes, embora também tenha se alimentado de enormes mamíferos herbívoros que se aproximavam dos rios e atualmente é o maior jacaré conhecido da história.

## Descoberta e espécies

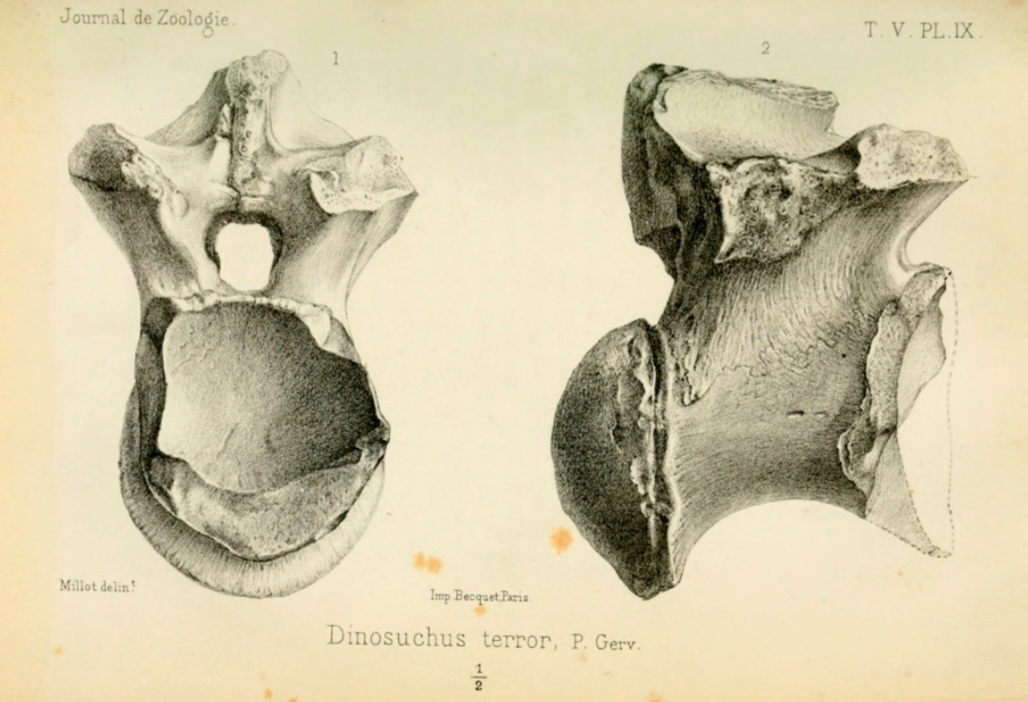
Ilustração da vértebra dorsal posterior de “Dinosuchus terror”

Os primeiros restos de Purussaurus foram originalmente descritos em 1876 como "Dinosuchus terror" pelo naturalista francês M. Paul Gervais com base em uma única vértebra. Alguns anos mais tarde, com a descoberta de uma mandíbula parcialmente preservada encontrada na região do Rio Purus, foi possível descrever o gênero Purussaurus e sua espécie-tipo: P. brasiliensis. Posteriormente, "Dinosuchus terror" foi atribuído a três táxons diferentes, incluindo P. brasiliensis, que foi o principal sinônimo. Embora seu holótipo tenha sido destruído, a espécie ainda é conhecida por diversos fósseis bem preservados, incluindo crânios completos (UFAC-1773, UFAC-1403), crânios incompletos (UFAC-4770), mandíbulas isoladas (UFAC-1118, DGM-527-R), dentre outros.

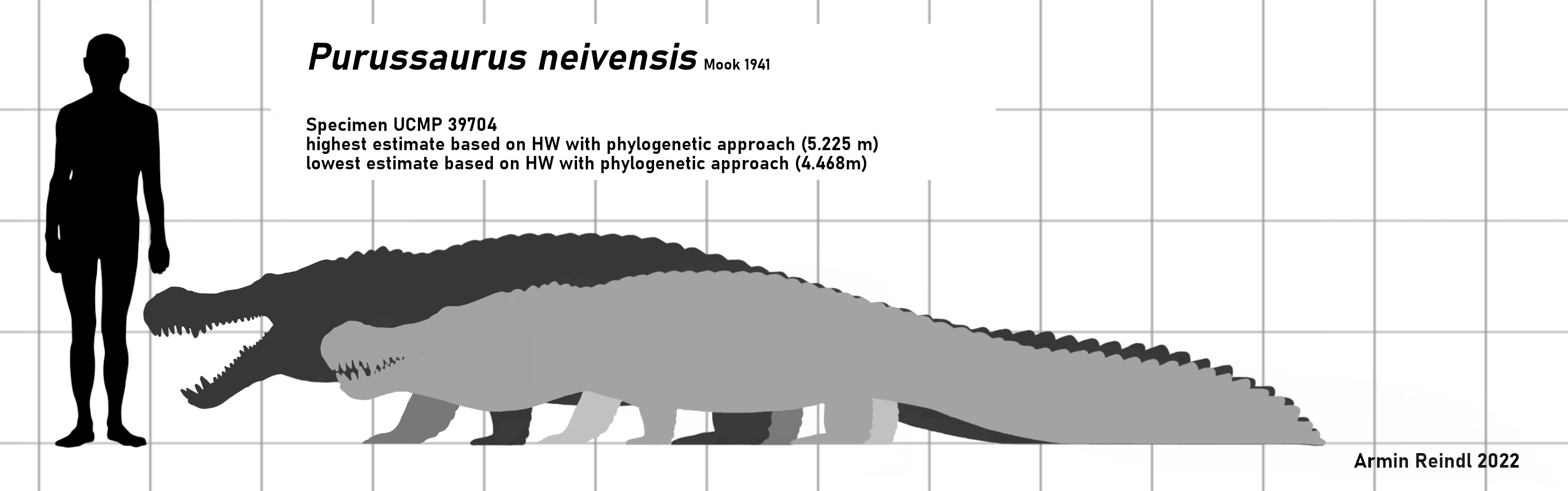
Comparação de tamanho de espécimes de P. neivensis a um humano.

Purussaurus neivensis também teve uma história complicada. Em 1921, foi descrito originalmente como a segunda espécie de "Dinosuchus", "D. neivensis", com base em uma grande mandíbula que foi descoberta na Colômbia. Mais tarde, esse material foi associado a "Caiman neivensis", tendo em vista a ideia de que Purussaurus seria um sinônimo de Caiman, até que mais recentemente Bocquentin-Villanueva et al. (1989), com a descoberta de novos materiais cranianos, reviveu a ideia de que esse material seria de P. neivensis.
A terceira espécie, P. mirandai, é a mais recente das três. Descrita em 2006, é caracterizada por um crânio grande, alongado e extremamente plano; uma abertura nasal muito grande que compreende quase 60% do comprimento rostral; e um grande forame incisivo que se estende anteriormente entre as fossas até os primeiros dentes mandibulares.

## Descrição
P. brasiliensis é conhecido por ter crânios massivos com rostros arredondados, ornamentações notáveis, narinas externas extremamente alargadas que ocupam cerca de dois terços do rostro e que são cercadas por uma fossa bem desenvolvida, grandes fenestras supratemporais e uma margem caudal do crânio acentuadamente côncava.

### Tamanho

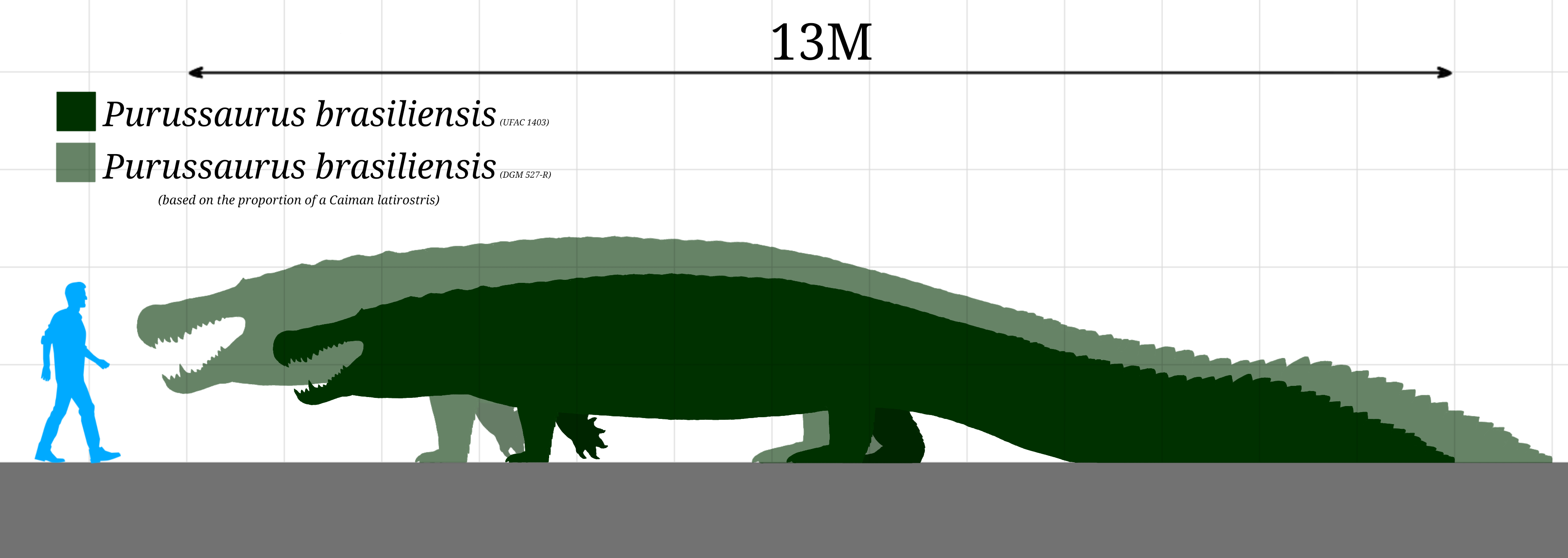
Comparação de tamanho entre espécimes de P. brasiliensis e um humano

Em 2007, mediram o comprimento do crânio de um indivíduo de P. brasiliensis em 1,453 metros e seu tamanho corporal foi estimado em 10,3 metros de comprimento e 5,16 toneladas de massa corporal. Em 2015, um artigo estimou um comprimento maior de 12,5 metros e uma massa equivalente a 8,4 toneladas com base nas proporções do jacaré-de-papo-amarelo, que é o seu parente mais próximo. Utilizando as proporções do aligátor americano, porém, seria mais provável que o Purussauro tenha atingido cerca de 10,9 metros de comprimento e 5,6 toneladas de massa. Um artigo de 2022 obteve uma estimativa de 7,6-9,2 metros de comprimento e 2-6,2 toneladas através de uma equação com abordagem filogenética. Utilizando uma equação com abordagem não filogenética, contudo, os resultados foram 9,2-10 metros de comprimento e 3,9-4,9 toneladas. Uma nova descrição do espécime DGM 526-R afirma que esse indivíduo poderia ter uma mandíbula de 1,75 metro de comprimento, embora o mesmo artigo não tenha fornecido o tamanho total do espécime.

Tamanho do P. brasiliensis comparado a outros crocodiliformes gigantes

O grande tamanho, juntamente com uma força de mordida estimada de 52,500–69,000 newtons (5,3 535–7,0 360 kgf), fizeram com que esse crocodiliano tenha se alimentado de uma ampla gama de vertebrados, o tornando um superpredador do seu ecossistema.

## Paleobiologia

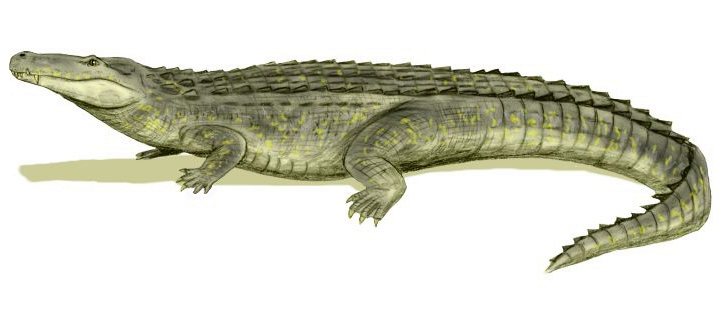
Reconstrução de um Purussauro

O purussauro era bem adaptado ao seu ambiente, possuindo características típicas de crocodilianos macro generalistas. Com seu enorme tamanho, conseguia rivalizar com diversos outros crocodilianos conterrâneos e contemporâneos, mesmo não havendo competições reais, e caçar animais como roedores relativos a capivaras, golfinhos, aves, tartarugas, preguiças gigantes e muitos outros animais. No entanto, sua especialização o deixou suscetível às mudanças constantes do ambiente em grande escala, o que favoreceu espécies de jacarés menores e reduziu o tempo de vida dos crocodilianos da região.
Existem evidências de que o purussauro poderia ter predado tartarugas marinhas como Podocnemis, interpretação baseada em uma grande carapaça com uma enorme mordida de aproximadamente 60 cm. Como resultado deste ataque, a tartaruga perdeu vários ossos periféricos e pleurais do lado posterior esquerdo da carapaça, apesar dos ossos regenerados indicarem que a tartaruga sobreviveu ao ataque. Além disso, tíbias de Pseudoprepotherium com marcas de mordida reforçam a ideia de que Purussaurus poderia ter predado ou pelo menos se alimentado de mamíferos terrestres, podendo representar perigo até mesmo para espécies grandes.